# Surat Developmental Road
Die Surat Developmental Road ist eine Fernverkehrsstraße in Queensland, Australien und wird als Staatsstraße 71 geführt. Sie hat eine Länge von 189 km und verläuft in West-Ost-Richtung von Surat am Carnarvon Highway bis zum Moonie Highway westlich von Kumbarilla.

## Verlauf

### Surat – The Gums
Die Straße zweigt in Surat vom Carnarvon Highway (A55) nach Osten ab. Sie führt durch den Ort Glenmorgan und am südöstlich davon gelegenen Erringibba-Nationalpark vorbei. Nach 119 km trifft sie bei The Gums auf den Leichhardt Highway (A5).

### The Gums – Kumbarilla
Von The Gums führt die Surat Developmental Road weiter nach Osten bis zur Kleinstadt Tara. Hier zweigt die Tara Kogan Road nach Nordwesten ab, während die Surat Developmental Road in verminderter Breite nach Westen weiterführt. Westlich der Siedlung Kumbarilla erreicht sie den Moonie Highway (S49) nach 70 km (von The Gums aus) und endet dort.
Der höchste Punkt im Verlauf des Highways liegt auf 391 m, der niedrigste auf 244 m.